# Mare Frigoris

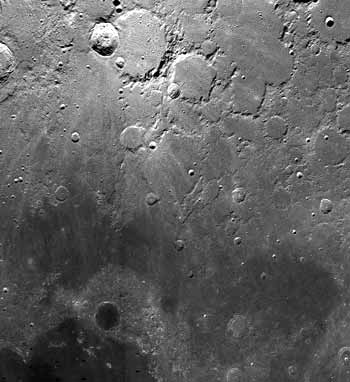
Mare Frigoris to ciemnoszary obszar w dolnej części zdjęcia.

Mare Frigoris (łac. Morze Zimna) – morze księżycowe leżące na północ od Mare Imbrium i na północny wschód od Mare Serenitatis. Obszar ten zawiera się w zewnętrznych pierścieniach okalających basen Procellarum. Pod względem geologicznym Morze Zimna można podzielić na dwie części: wschodnią i zachodnią, przy czym skały budujące tę pierwszą pochodzą z okresu późnoimbryjskiego, a bazalty tworzące drugą - z epoki eratosteńskiej. Widoczny na zdjęciu ciemny, okrągły obiekt znajdujący się na południe od Frigoris to krater Platon.
Współrzędne selenograficzne: ☾ 56,0°N 1,4°E/56,000000 1,400000.